# Gyōji

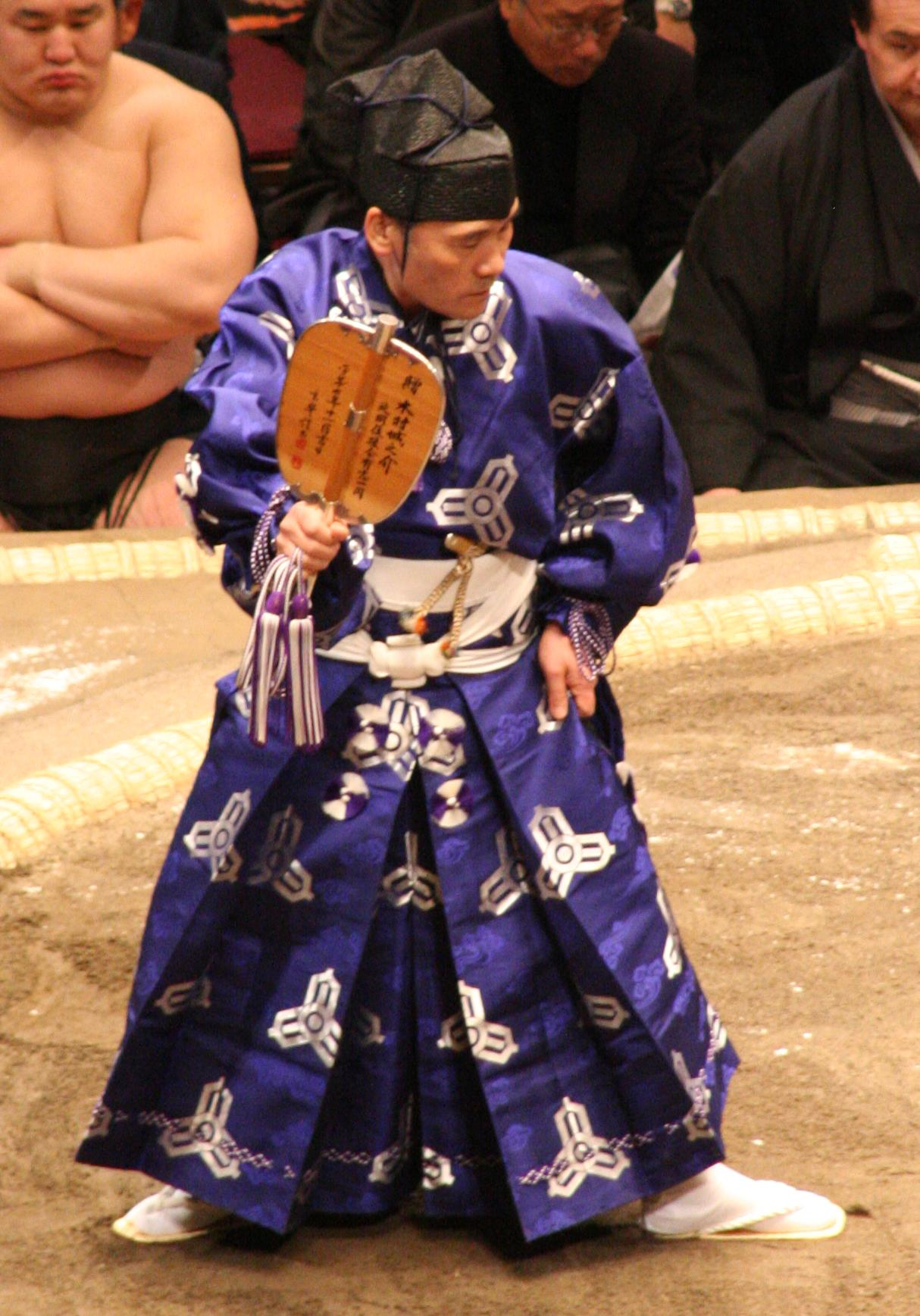
Um gyōji, a 37ª Shikimori Inosuke.

Um Gyōji (行司) é um árbitro profissional da luta de sumo no Japão. Normalmente os gyoji entram no mundo do sumô como adolescentes e permanecem funcionários da Associação de Sumo até os 65 anos. Atualmente são um pouco mais de 40 gyoji ativos com uma média de um em cada palco de sumo, apesar de alguns palcos não terem gyoji.